# Асамблея Косова
Асамблея Косова (алб. Kuvendi i Kosovës, серб. Скупштина Косова, Skupština Kosova) — парламент частково визнаної держави Республіка Косово, спочатку заснований як тимчасовий орган самоврядування при адміністрації ООН в краї до визначення його остаточного статусу. Після проголошення незалежності 17 лютого 2008 Асамблея Республіки Косово стала законодавчим органом влади нової держави.

## Склад
Асамблея включає 120 депутатів, з яких 100 обираються прямим голосуванням, а інші розподіляються між етнічними меншинами:
- 10 місць — серби.
- 4 місця — цигани, ашкалі і гюпти.
- 3 місця — бошняки.
- 2 місця — турки.
- 1 місце — горанці.

## Спікери
- Неджат Даці (2001–2006)
- Колє Беріша (2006–2008)
- Якуп Краснічі (2008–2014)
- Кадрі Веселі (з 2014)